# Molendoa kitaibelana
Molendoa kitaibelana är en bladmossart som beskrevs av Györffy in E. Bauer 1912. Molendoa kitaibelana ingår i släktet klyftmossor, och familjen Pottiaceae. Inga underarter finns listade i Catalogue of Life.